# Блессаньо
Блессаньо (итал. Blessagno) — коммуна в Италии, находится в регионе Ломбардия, в провинции Комо.
Население составляет 253 человека (2008), плотность населения составляет 84 чел./км². Занимает площадь 3 км². Почтовый индекс — 22028. Телефонный код — 031.
Покровителем коммуны почитается святой Авундий, празднование 31 мая.